# 天感聖武
天感聖武（てんかんせいぶ、Thiên Cảm Thánh Vũ, ティエンカムタインヴー）は、ベトナム、李朝の太宗李仏瑪の治世で使われた5番目の年号。1044年 - 1049年。
- 元年10月：明道より改元
- 6年3月：崇興大宝に改元。

## 西暦等との対照表
| 天感聖武 | 元年     | 2年    | 3年    | 4年    | 5年    | 6年       |
| 西暦     | 1044年   | 1045年 | 1046年 | 1047年 | 1048年 | 1049年    |
| 干支     | 甲申     | 乙酉   | 丙戌   | 丁亥   | 戊子   | 己丑      |
| 宋       | 慶暦 4年 | 5年    | 6年    | 7年    | 8年    | 皇祐 元年 |

| 前の元号 明道 | ベトナムの元号 李朝 | 次の元号 崇興大宝 |